# Richard A. Horsley
Richard A. Horsley (1º settembre 1939) è un biblista statunitense.

## Biografia
La formazione di Horsley comprende un bachelor of arts, un Master of Divinity e un Ph.D. conseguito all'Università di Harvard. Horsley si è dedicato alla carriera accademica ed ha insegnato alla Wesleyan University e poi all'Università del Massachusetts a Boston, dove ha insegnato Arti liberali e Studi religiosi fino al 2007, anno del suo ritiro dall'insegnamento.
Horsley si è dedicato a studi sul Gesù storico, cercando di inquadrare Gesù, i Vangeli e Paolo di Tarso nel loro contesto storico. Secondo le teorie di Horsley, Gesù era un profeta che cercava di promuovere un cambiamento della società ebraica del suo tempo. Horsley ha pubblicato numerosi libri, sia come autore che come curatore editoriale.

## Libri pubblicati

### Come autore o coautore
- Con John S. Hanson (coautore), Bandits, Prophets, and Messiahs: Popular Movements in the Time of Jesus. Minneapolis: Winston, 1985 Reprint, Harrisburg, PA: Trinity, 1999.
- Jesus and Spiral of Violence: Popular Jewish Resistance in Roman Palestine. San Francisco: Harper & Row, 1987
- Sociology and the Jesus Movement. New York: Crossroad, 1988
- The Liberation of Christmas: The Infancy Narratives in Social Context. New York: Crossroad, 1989
- Galilee: History, Politics, People. Harrisburg, PA: Trinity, 1995
- Archaeology, History, and Society in Galilee: The Social Context of Jesus and the Rabbis. Harrisburg, PA: Trinity, 1996
- Con Neil Alan Silberman (coautore),  The Message and the Kingdom: How Jesus and Paul Ignited a Revolution and Transformed the Ancient World. New York: Grossett/Putnam, 1997
- 1 Corinthians. Abingdon New Testament Commentaries. Nashville: Abingdon, 1988
- Con Jonathan A. Draper (coautore), Whoever Hears You Hears Me: Prophets, Performance, and Tradition in Q. Harrisburg, PA: Trinity, 1999
- Hearing the Whole Story: The Politics of Plot in Mark's Gospel. Louisville: Westminster John Knox, 2001
- Jesus and Empire: The Kingdom of God and the New World Disorder. Minneapolis: Fortress, 2003
- Con Tom Thatcher (coautore), John, Jesus, and the Renewal of Israel. Grand Rapids: Eerdmans, 2003
- Religion and Empire: People, Power, and the Life of the Spirit. Facets. Minneapolis: Fortress, 2003
- Paul and the Roman Imperial Order. New York: Trinity, 2004
- Scribes, Visionaries, and the Politics of Second Temple Judea. Louisville: Westminster John Knox, 2007
- Jesus in Context: Power, People, and Performance. Minneapolis: Fortress, 2008
- Wisdom and Spiritual at Corinth: Studies in First Corinthians. Eugene, OR: Cascade Books, 2008
- Covenant Economics: A Biblical Vision of Justice for All. Louisville: Westminster John Knox, 2009
- Revolt of the Scribes: Resistance and Apocalyptic Origins. Minneapolis: Fortress, 2010
- Jesus and the Powers: Conflict, Covenant, and the Hope of the Poor. Minneapolis: Fortress, 2011
- Con Patrick A. Tiller (coautore), After Apocalyptic and Wisdom: Rethinking Texts in Context. Eugene, OR: Cascade Books, 2012
- The Prophet Jesus and the Renewal of Israel: Moving beyond Diversionary Debate. Grand Rapids: Eerdmans, 2012
- Jesus and the Politics of Roman Palestine. Columbia: University of South Carolina Press, 2013
- Text and Tradition in Performance and Writing. Biblical Performance Criticism Series 9. Eugene, OR: Cascade Books, 2013
- Jesus and Magic: Freeing the Gospel Stories from Modern Misconceptions. Eugene, OR: Cascade Books, 2014

### Come curatore editoriale
- Paul and Empire: Religion and Power in Roman Imperial Society. Harrisburg, PA: Trinity, 1997
- Hidden Transcripts and the Arts of Resistance: Applying the Work of James C. Scott to Jesus and Paul. Semeia Studies 48. Atlanta: Society of Biblical Literature, 2004
- Christian Origins. A People's History of Christianity 1. Minneapolis: Fortress, 2005
- Oral Performance, Popular Tradition, and Hidden Transcript in Q. Semeia Studies 60. Atlanta: Society of Biblical Literature, 2006